# Gustavo Venturi
Gustavo Venturi (Rovereto, 4 de fevereiro de 1830 — Trento, 5 de junho de 1898) foi um botânico amador italiano.